# Patmore Heath
Patmore Heath – przysiółek w Anglii, w hrabstwie ceremonialnym Hertfordshire. Położony jest 6,7 km od miasta Bishop’s Stortford, 17,9 km od miasta Hertford i 46,3 km od Londynu. Patmore jest wspomniana w Domesday Book (1086) jako Patermere.